# Surwa

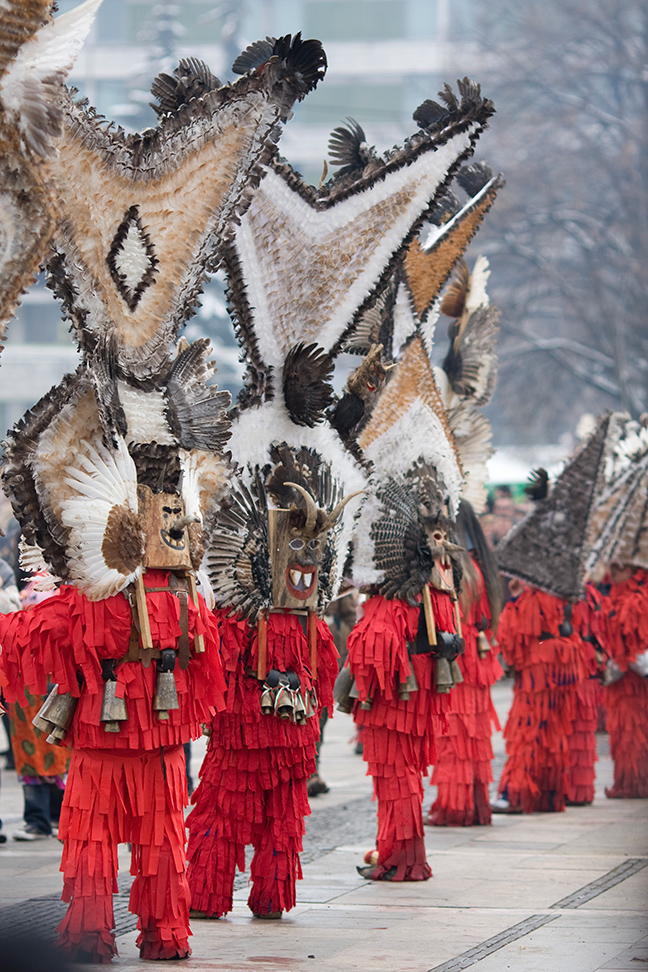
„Kukeri“ auf dem Surva-Festival in Pernik, 2010

Die Surwa (bulgarisch сурва) ist ein bulgarisches Volksfest, das den Beginn des neuen Kalenderjahres zelebriert und in allen ethnischen Gebieten des Landes – unter teils verschiedenen Namen – vertreten ist. Bei dem rituellen Maskenspiel geht es um die Austreibung böser Geister und Kräfte aus dem alten Jahr und die Bitte um Fruchtbarkeit, gute Ernten, Gesundheit und Leben im kommenden Jahr.
2015 wurde das Surwa-Volksfest von der UNESCO in die Repräsentative Liste des immateriellen Kulturerbes der Menschheit aufgenommen.

## Rituale und Ablauf
Die Umzüge finden in den ersten Wochen des Jahres statt. Verkleidete Gruppen von hauptsächlich Männern ziehen dabei durch die Straßen und symbolisieren mit ihren Verkleidungen die Geistervertreibung und Neujahrswünsche in der Familie und der Landwirtschaft. Begleitet werden die Aufführungen von Musikern mit verschiedenen bulgarischen Folkloreinstrumenten, darunter oft die geigenartige Gadulka, die Sackpfeife Gajda, die Zylindertrommel Tapan und eine Kegeloboe Zurna. Der bulgarische Volkstanz Horo ist Teil eines jeden traditionellen Festes, so auch der Surwa.
Typisch für eine Surwa sind die möglichst schrecklich und gruselig aussehenden Masken, mit denen böse Geister und Kräfte aus dem neuen Jahr vertrieben werden sollen, wozu die Kambani (bulgarisch камбана; Plural Kambani, камбани; auf Deutsch: Glocken) oder auch Tschanowe (bulgarisch чанове; Singular Tschan, чан) verwendet werden, die vielzählig um die Hüfte der Maskenträger gebunden sind und beim rituellen Tanzen großen Lärm erzeugen. Zur Musik von Trommeln und Folkloreinstrumenten sowie dem Schellen Hunderter Glocken rückt die Gruppe von Spielern mit spezifisch rhythmischem Schritt voran.
Mit ihrer Darstellung erzählen die Gruppen fast immer eine Geschichte, wobei viele Personengruppen des bulgarischen Volkes überspitzt dargestellt werden. Bei der für die westbulgarischen Surwakari traditionellen Hochzeit wird auch die Braut immer von einem verkleideten Mann gespielt. Für die „Kukeri“ ist die Zaorawane (bulgarisch заораване; deutsch: Beginn des Pflügens) typisch. Ein weiteres häufiges Bild ist die Bärenzähmung, bei der ein als Bär verkleideter Mensch an einer Kette geführt wird.

## Verkleidung
Die Kostüme sind entweder hauptsächlich aus Leder oder Fellen hergestellt, oder bestehen aus vielen kleineren Fetzen und Lumpen. In der Region Pernik sind die Masken aus der Haut und dem Fell von Schafen und Ziegen, Federn und Flügeln verschiedener Vögel, Hörnern, Maislaub und Hanf ausgearbeitet. Andere bulgarische Folkloregebiete verwenden vorzüglich Tuch, Wollgarn, Perlen, sowie getrocknete und papierene Pflanzen.
Alle Masken und Kostümbestandteile werden in langwieriger und aufwendiger Handarbeit von den Teilnehmern und Meistern des Dorfes als Teil des Rituals angefertigt, unter Geheimhaltung von Außenstehenden.

## Bildergalerie

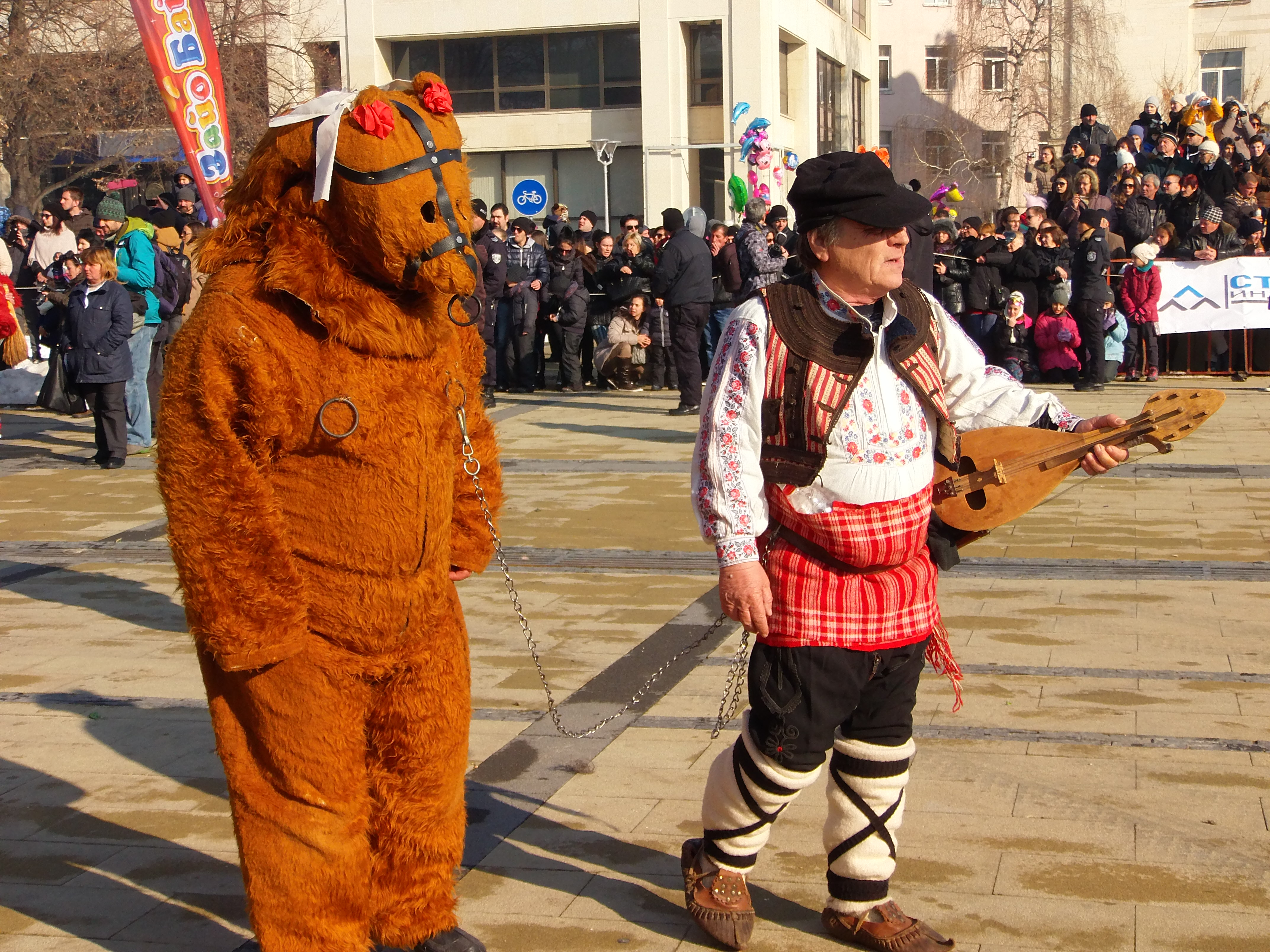
Als Bär und Bärenzähmer verkleidete bei den Internationalen Maskenspielen in Pernik 2017. Rechts ist die Folkloregeige Bulgariens zu sehen - Gadulka
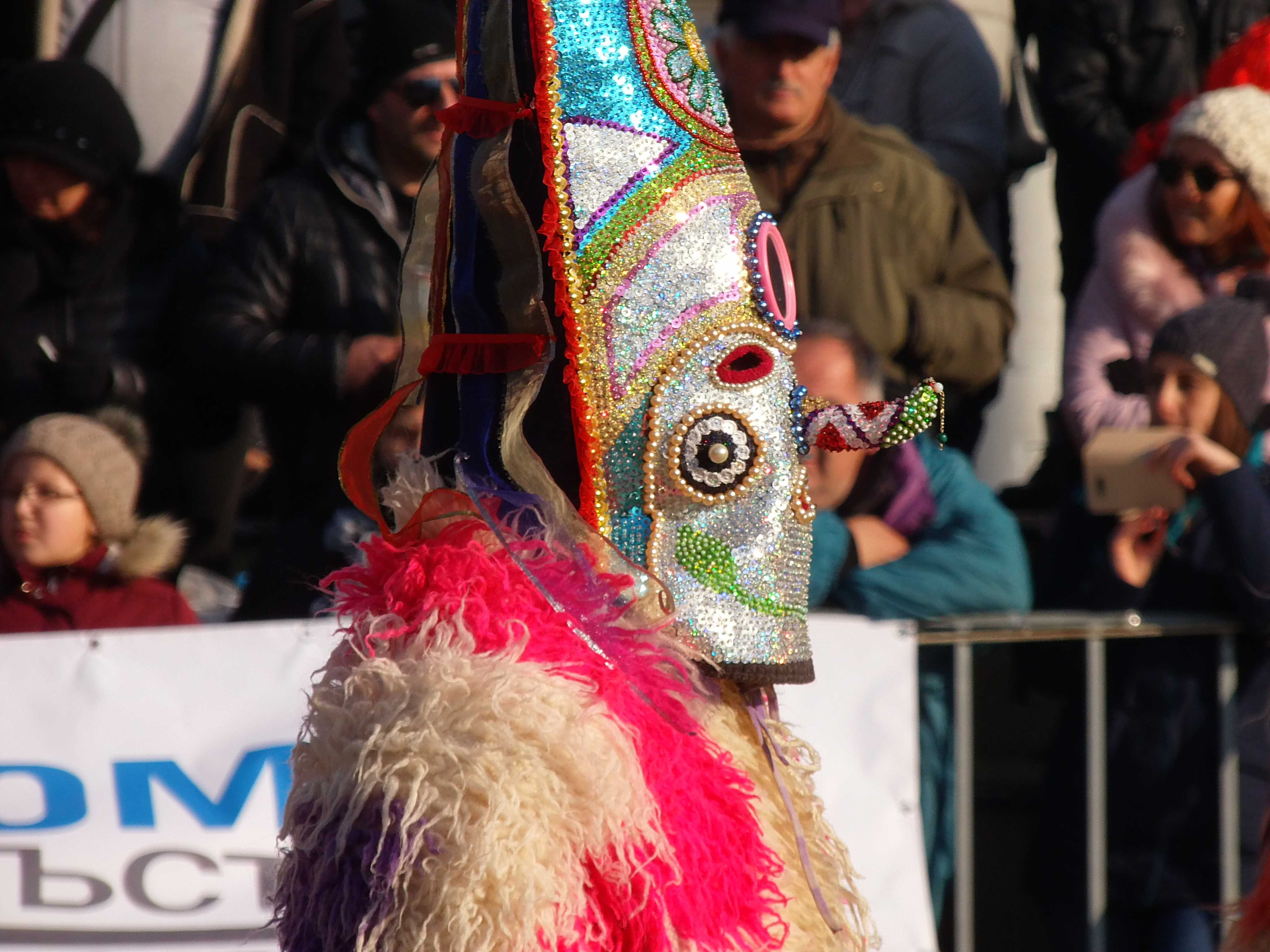
Kuker mit bunter Maske aus Perlen, Pernik
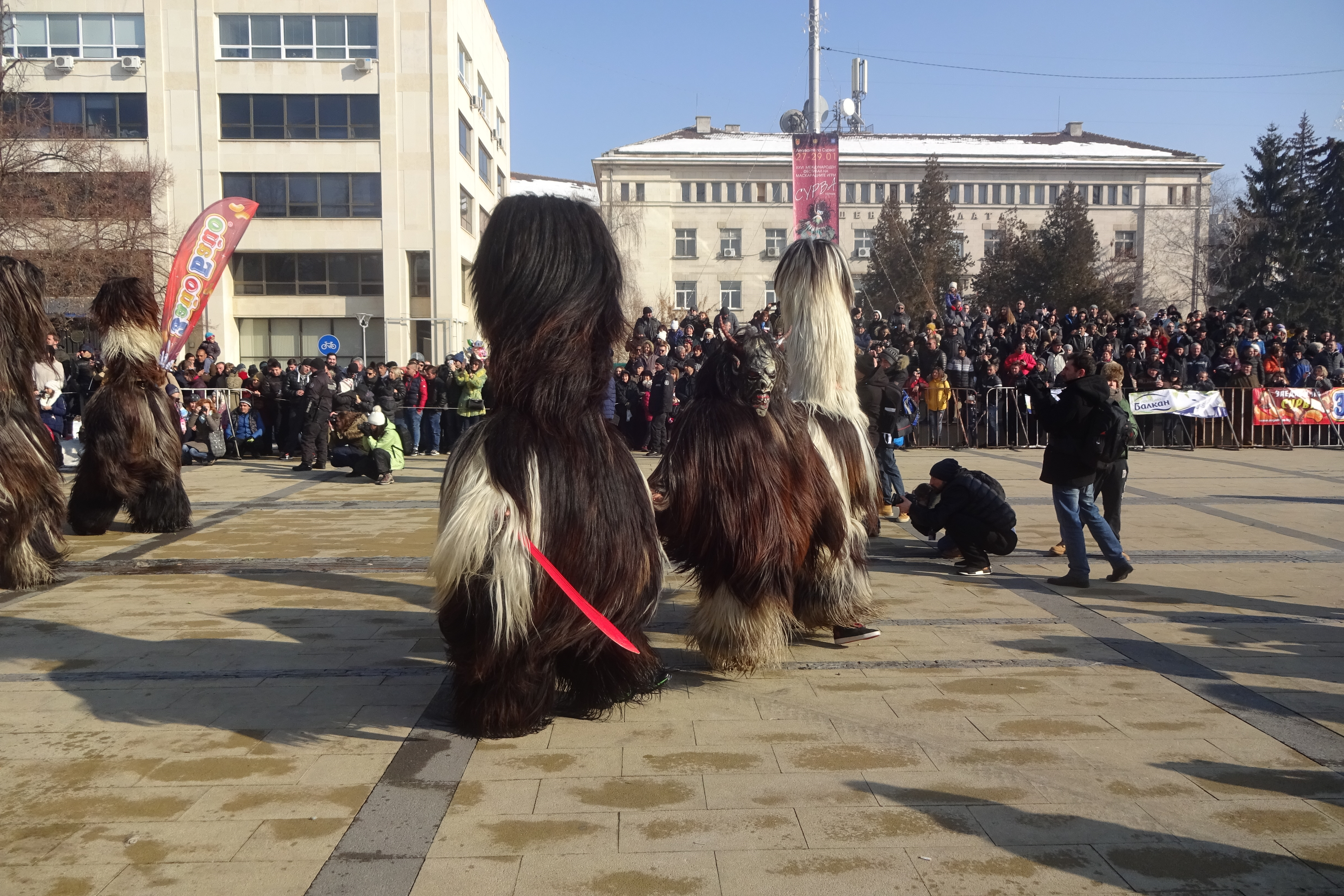
Für die Region Pernik typische Kostümierungen nur aus Fellen
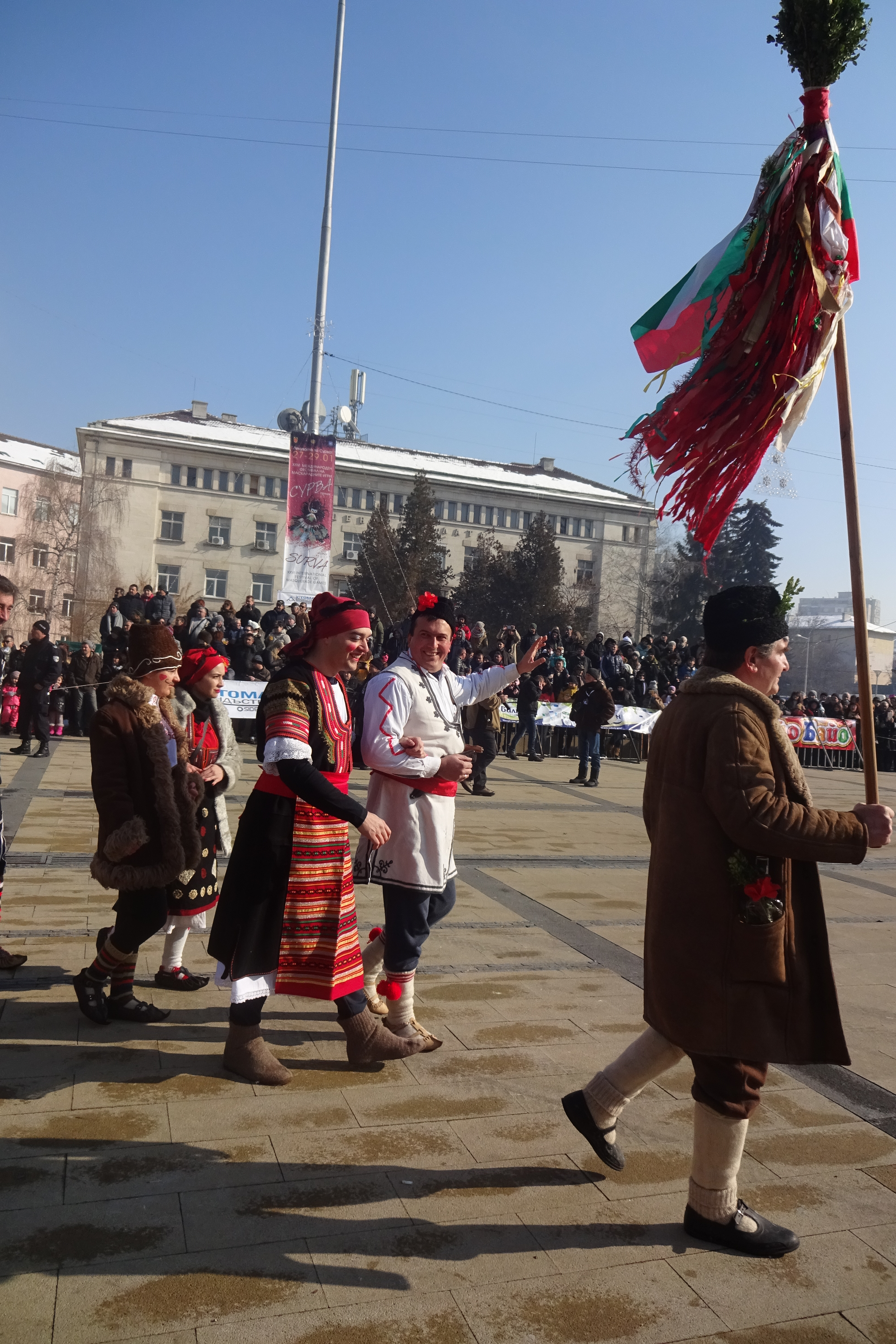
Männliche Braut und Bräutigam bei der Surwa in traditionellen bulgarischen Trachten
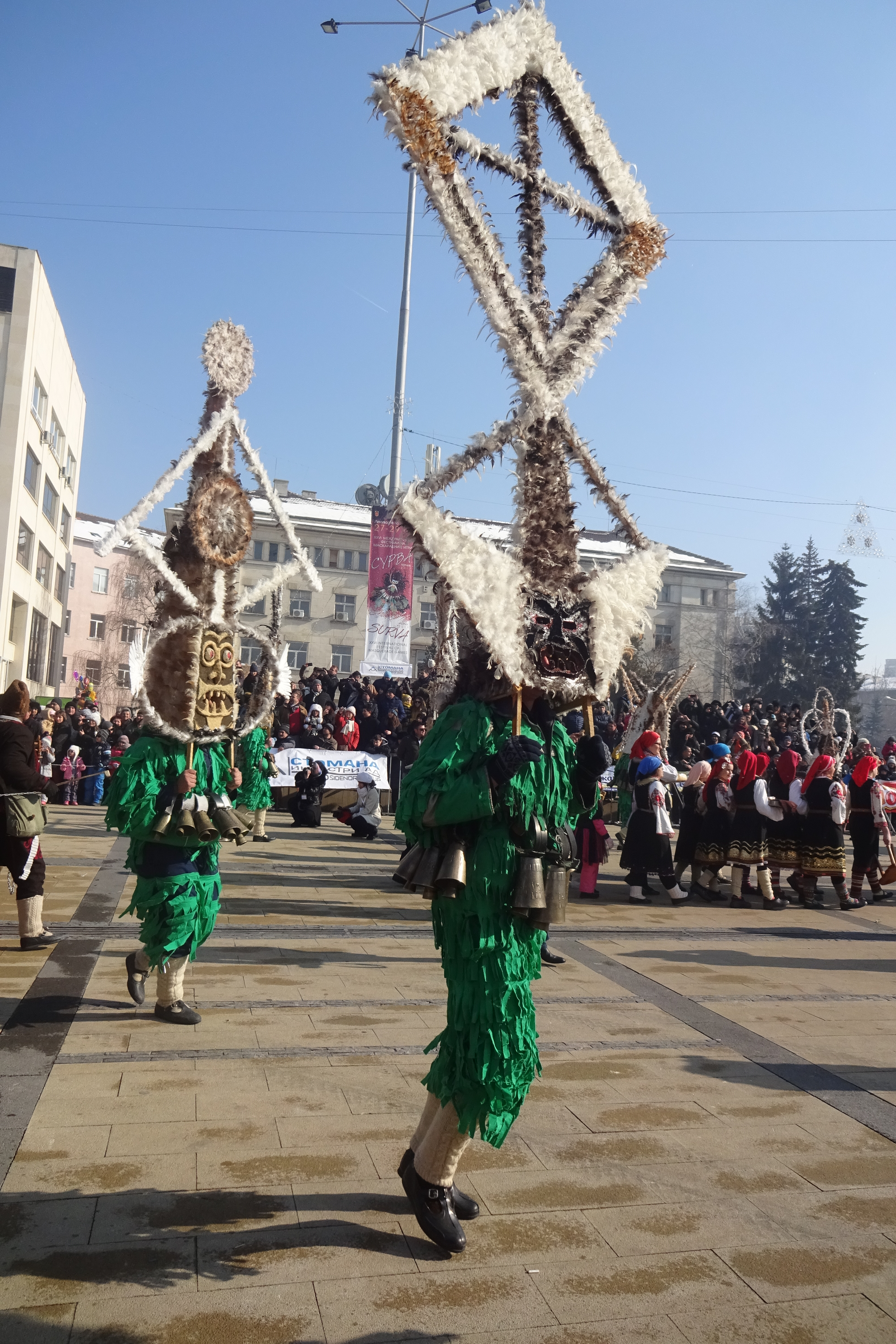
Weitere typische Kostümart aus grünen Fetzen mit riesigen Federmasken
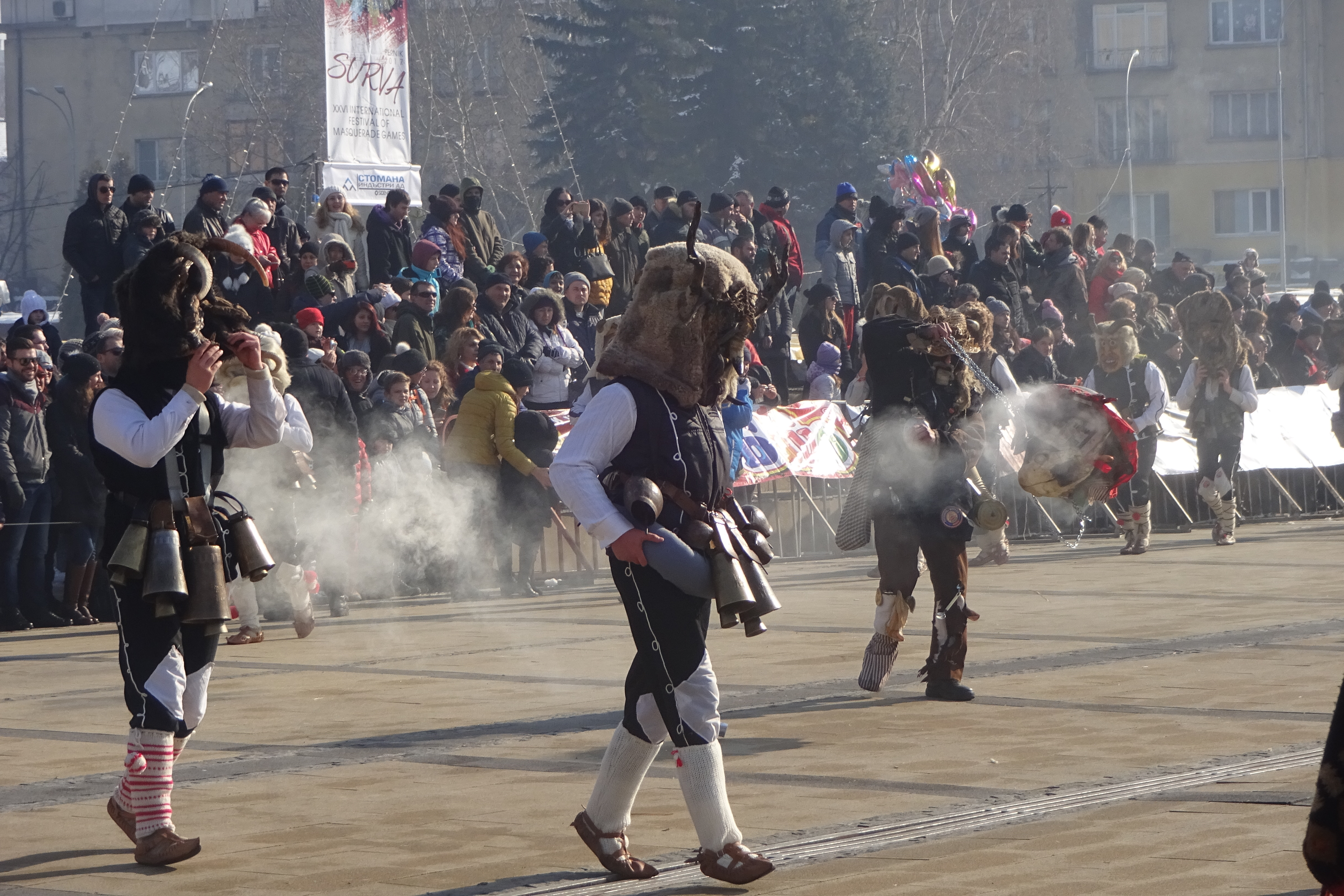
Tanzende Kukeri in Pernik mit traditionellen Masken
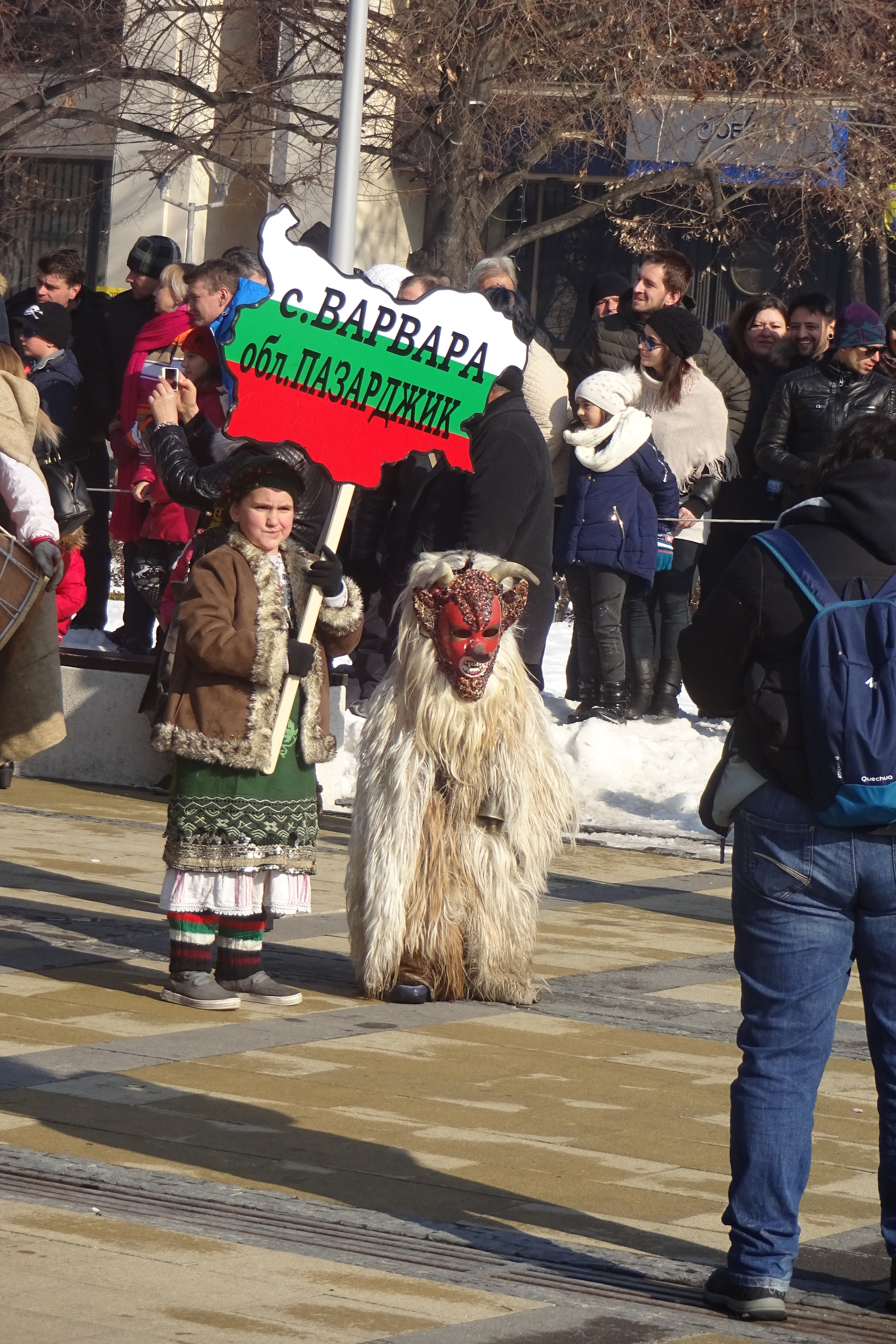
Kinderkukeri aus Pazardzhik führen eine Gruppe an

## Die Internationalen Maskaradenspiele „Surwa“ in Pernik
Das Internationale Festival der Maskaradenspiele Surwa in Pernik ist das größte Maskenspiel in Bulgarien und auf der Balkanhalbinsel, und eine der größten Darstellungen traditioneller Volksspiele und -bräuche mit Masken in Europa und der Welt. Das Festival wird mit dem Zweck veranstaltet, Varianten der altertümlichen Junggesellenriten, die Teil der bulgarischen Folkloretraditionen sind, zu verbreiten. Mit seinem Wettbewerbscharakter ist es zugleich Treffpunkt und Konkurs ihrer lebenden Träger, am besten bekannt unter den Bezeichnungen Surwakar (bulgarisch сурвакар; Plural Surwakari, сурвакари) und Kuker (bulgarisch кукер; Plural Kukeri, кукери). Die Surwa in Pernik wird jedes Jahr am letzten Freitag, Samstag und Sonntag im Januar durchgeführt, das Highlight bildet dabei der zweitägige Festzug bulgarischer und ausländischer Gruppen am Samstag und Sonntag.
Traditionell nehmen ungefähr 6000 Menschen in über 100 Maskeradegruppen aus allen ethnografischen Regionen Bulgariens und Gäste aus Europa, Asien und Afrika teil. Die Teilnehmer kommen nach Pernik um sich miteinander zu messen, für die Anerkennung, ein Teil dieser uralten Vergnügung zu sein, die Zuschauer aus ganz Bulgarien und der Welt hingegen genießen die Magie des Spiels, kommen um die Masken zu sehen und anzufassen, an dem ausführlichen Randprogramm rund um die Geschichte und die Maskenherstellung teilzunehmen und sich gegenseitig Gesundheit und Glück zu wünschen.
Unter Mitwirkung der Neuen Bulgarischen Universität und des Instituts für Folklore wird bei der Bulgarischen Akademie der Wissenschaften im Rahmen des Festivals eine wissenschaftliche Konferenz veranstaltet, welche der Maske und Maskierung gewidmet ist. Die Tagung wird von namhaften bulgarischen Folkloristen, Ethnologen, Anthropologen und Vertretern verschiedener Universitäten und Institute besucht.
Das Festival entstand 1965, als Jordan Nikolow, ein Beamter im Bezirksrat für Kultur, vorschlug, in Pernik ein Nationales Festival zu veranstalten und die Maskeradegruppen aller Ethnien Bulgariens vorzustellen. 1966 organisierte die Gemeinde Pernik erstmals das Festival. Seit 1985 nehmen auch Gruppen aus dem Ausland teil. Für 2009 wurde Pernik vom Präsidenten der Vereinigung europäischer Karnevalsstädte zur europäischen Hauptstadt der Maskerade-Traditionen erklärt.
Im Jahr 2017 fand das Fest zum 26. Mal in Pernik statt.

## Ähnliche Feste auf dem Balkan
Auch andere Länder der Balkanhalbinsel führen ähnliche Traditionen um den Jahreswechsel herum durch. In Rumänien ist eine Maskerade mit dem Namen „Capra“ (Ziege) verbreitet, bei der eine Person mit einer Ziegenmaske im Mittelpunkt steht.